# Dialogato con Stalin
Il Dialogato con Stalin è un'opera teorica del rivoluzionario comunista Amadeo Bordiga.

## L'opera e il titolo
Il titolo di Dialogato non si trova invero nei classici del marxismo: in questa scelta Bordiga si rifece piuttosto alla grande tradizione galileana i cui dialoghi hanno fondato la scienza moderna, volendo sottolineare che il marxismo è parte di quella rivoluzione scientifica che aveva trasformato radicalmente il pensiero da allora, e nel contempo sottolineare l'unione, secondo la prospettiva stessa di Marx, di tutte le scienze, in cui è indebita la divisione di scienze naturali e scienze umane e la divisione stessa di scienza e arte. Il Dialogato è opera a pieno titolo anche letteraria, seppure non scritta con intenti “letterari”, e rivolta non a cultori del genere ma a militanti politici spesso poco o niente scolarizzati.
Nel marzo del 1926 al VI esecutivo allargato della III Internazionale Stalin e Bordiga ebbero un faccia a faccia in cui già era tutta in nuce la distanza teorica tra la prospettiva del segretario 'bolscevico' russo che intendeva costruire socialismo in una sola nazione, e quella del rivoluzionario italiano che vedeva la deriva nazionalista e l'abbandono d'ogni compito rivoluzionario comunista dentro e fuori dello Stato russo in questa direzione. I fatti successivi poi, chiusasi la ventura rivoluzionaria e ripresa intensa la lotta tra enormi entità statali in cui la Russia sovietica ebbe ruolo primario, innalzarono Stalin sempre più a uno dei protagonisti del Novecento e precipitarono Bordiga nel fiume carsico della storia.
Quando in occasione del XIX congresso del PCUS – che fu l'apoteosi e il canto del cigno (morirà l'anno dopo) di Stalin – uscì a suo nome come sintesi del dibattito congressuale l'opuscolo Problemi economici del socialismo nell'URSS, Bordiga si rese conto che Stalin cercava d'inquadrare teoricamente – secondo il marxismo-leninismo creativo – la situazione russa presente dopo la frenetica cavalcata, con gl'immensi prezzi noti, di sviluppo economico che quel paese ebbe nel periodo passato alla storia come stalinismo. Era ciò che da tanta distanza in quegli stessi anni stava svolgendo in Italia un piccolo gruppo di comunisti attorno a Bordiga secondo la teoria del marxismo invariante. Ancora una volta Stalin e Bordiga dialogavano e si scontravano attorno alle stesse cose e le stesse questioni. Ma non era più un dialogo alla pari tra due esponenti di spicco, seppure l'uno in fortissima ascesa e l'altro già messo in un angolo, della III Internazionale; dopo che l'uno era diventato  «il capo massimo … del proletariato “comunista “ mondiale» e l'altro «o zi' 'e nisciuno» non poteva più esserlo.
Il dialogo per mezzo di due figure ormai così impari – non c'era comunicazione diretta possibile tra il proscenio e la cantina della storia – scaturiva invece dal sottosuolo sociale delle cose e dei fatti stessi, che obbligavano entrambi a occuparsi e cercare di rispondere teoricamente alle stesse questioni economiche russe. Per questa consapevolezza Bordiga dedicherà una breve ma densa trattazione teorica in risposta all'opuscolo di Stalin a cui si rivolge – nuovamente dopo tanto tempo – in prima persona, che anche per questo motivo di botta e risposta di lunga data chiamerà non impropriamente Dialogato. Poco importava, non era più neppure formalmente come nel 1926 un dialogo tra persone e il Dialogato del resto uscì anonimo, se di questo a Stalin e i suoi continuatori non sarebbe giunto neppure notizia:
Ci mancherebbe altro! Da una parte il Capo massimo del più grande Stato della terra e del proletariato "comunista" mondiale, dall'altra chi mai - poffàre? - O zì nisciuno!
Egli è che i fatti e le forze fisiche, dal sottofondo delle situazioni, prendono deterministicamente a discutere tra di loro; e quelli che dettano o battono sui tasti l'articolo, o pronunziano l'esposto, sono semplici meccanismi, sono altoparlanti che trasformano passivi l'onda in voce, e non è detto che la fesseria non sgorghi da quello da duemila kilowatt»
Le risposte erano – e a questo che pur sembrava tanto sfavorevole o zi' nisciuno si affidava – nel divenire delle cose.
Il Dialogato con Stalin è diviso in tre giornate, di cui la terza è ulteriormente divisa in antimeriggio e meriggio. Ogni giornata e semigiornata affronta e approfondisce alcuni nodi teorici principali. Entro ciascuna d'esse v'è un'ulteriore suddivisione in capitoletti che affrontano argomenti correlati e sviluppano la risoluzione di quei nodi teorici. Questa è la struttura e l'indice del Dialogato:
- GIORNATA PRIMA
  - Domani e ieri
  - Merci e socialismo
  - L'economia russa
  - Anarchia e dispotismo
  - Stato e ritirata
- GIORNATA SECONDA
  - Chiari e scuri
  - Società e patria
  - Leggi e teoria
  - Natura e storia
  - Marx e le leggi
  - Socialismo e comunismo
- GIORNATA TERZA
- ANTIMERIGGIO
  - Prodotti e scambi
  - Profitto e plusvalore
  - Engels e Marx
  - Saggio e massa
  - Ottocento e novecento
- MERIGGIO
  - Concorrenza e monopolio
  - Mercati e imperi
  - Parallelo o meridiano
  - Classi e stati
  - Guerra o pace
  - Jus primae noctis

## Cortina di ferro e cortina fumogena
La guerra fredda tra «polizie silenziatrici» nel socialismo reale e «imbecillità organizzata del mondo libero» induce a «versioni cervellotiche e trasmodanti» del testo di Stalin nei due campi contrapposti in Occidente di amici e nemici dell'URSS. L'ossessione della prospettiva, delle previsioni d'un preveduto o straveduto conflitto porta tutti a dirigersi verso ciò che del futuro dice il «Supernome» per aggiungere a quella versione la propria versione della versione di futuro, trascurando la parte importante dello scritto, che invece si volge indietro alla continuità nel tempo della dottrina marxista per spiegare il presente:
Quanto al futuro invero, tutto si risolve in un'ennesima sconfessione, come prima del secondo conflitto mondiale, della lotta di classe fatta con la voce un po' grossa per il gioco delle parti in propaganda, ma che al dunque non minaccia nulla: «È indubitato che l'alto capitalismo, checché sia della paccottiglia parlamentare e giornalistica, bene comprende come la "carta" di Stalin non sia una dichiarazione di guerra, ma una polizza di assicurazione sulla vita».
Altrove in realtà Stalin mira allo scontro con l'Occidente ma è lì che si mostra tutta la sua debolezza. È sul piano del mercato mondiale che dopo il tumultuoso sviluppo russo Stalin vuole portare la sfida (quella che nel dopostalin si chiamerà “emulazione”) e tutte le parole d'ordine economiche d'esaltazione della produzione e dell'aumento della produttività a questo anzitutto mirano. Ma le leggi economiche che regolano lo scambio di merci non temono inganni e falsificazioni come gli uomini e obbediscono a una sola precisa esigenza, vada al mercato infiocchettata di terminologia marxista o antimarxista, come mostra «l'apologo delle merci»:
La merce che viene dal paese a teoria capitalista parla: sono fatta in due pezzi, e si vede una sola attaccatura. Il costo di produzione, anticipazione viva e bruciante di chi mi ha prodotta, e il profitto, che aggiunto al primo dà esattamente la cifra per meno della quale, non illudetevi, non verrò meno ai miei principi. Mi appago di un profitto modesto per incoraggiare l'acquirente; potete verificare il tasso di esso con una piccola divisione: prodotto diviso costo di produzione. Se costai dieci ed appena per undici mi lascio possedere, sarete così spilorci da trovare esagerato il tasso del dieci per cento? Avanti, signori, ecc.
Passiamo il microfono all'altra merce. Così essa favella: Appo noi si usa far fede all'economia marxista. In me vedete (non ho ragione di nasconderlo) due attaccature; sono di tre e non di due pezzi. Nell'altra il trucco c'è ma non si vede. Per produrmi le spese fatte sono di due tipi: materie prime, consumo di strumenti e simili, che diciamo capitale (in me investito) costante - salari di lavoro umano, che diciamo capitale variabile. La somma forma il costo di produzione dell'altra signorina che ha parlato prima. Anche per me aggiungete un saldo, benefizio, profitto, che è il mio terzo ed ultimo pezzo, e si chiama plusvalore. Per la parte costante di anticipazione, non chiediamo nulla in aggiunta perché sappiamo che è sterile di forza produttiva di valore maggiore: questa sta tutta nel lavoro, o parte variabile dell'anticipo: vorrete dunque verificare per il saggio o tasso, non del profitto, ma del plusvalore, colla divisionetta di esso plusvalore per la sola seconda parte del capitale in me speso, quello per i salari.
Il compratore comunque risponde: andatelo a raccontare al portiere: quel che qui importa è il costo totale alla mia borsa di entrambe, ossia la cifra di vendita di voi due»
Ma sul versante economico il divario era incolmabile e «vista da Mosca la cortina di ferro è una cortina d'oro» (Imperialismo “vecchio” e “nuovo”, 1950). Per questo a uno sguardo attento e non impedito da cortine di ferro o fumogene i giochi erano già fatti a favore d'una ben precisa parte, dato che nel tempo il blocco occidentale avrebbe sicuramente battuto i russi «a cui manca, più che quello dell'energia nucleare, il controllo del dollaro, sicché saranno forse comprati prima di essere sconfitti» (Tendenze e socialismo, 1947).
Chi sperava nel “socialismo” adulterato di Stalin neppure quello avrebbe avuto.

## Socialismo mercantile di Stalin
Come i fantasmi dei cavalieri medievali si vendicano della rivoluzione di Cromwell infestando i castelli inglesi, borghesemente ceduti ai landlords, così dunque il folletto-feticcio della merce corre irrefrenabile per le sale del Kremlino e ghigna dai diffusori dei milioni di parole del XIX Congresso»
Di fronte alla richiesta dei tecnici dell'economia e aziendali, che lavoravano all'elaborazione e riuscita dei piani russi nell'intero paese e nelle singole aziende secondo la legge del valore, di evitare confusioni tra la pratica mercantile e la dottrina marxista rigettando la seconda, Stalin interviene nel dibattito per dimostrare marxisticamente che la legge del valore, cioè la regola che sottende alla produzione e lo scambio di merci, non coincide col capitalismo e può, punto teorico nodale, conciliarsi anche con un sistema economico socialista. Stalin può forse credere di aver esorcizzato lo spiritello delle merci di cui parla Marx, ma come stanno le cose?
Stalin afferma che giusta Marx prima del capitalismo produzione e scambio di merci «è esistito senza aver portato al capitalismo»; che questo scambio può conciliarsi anche col socialismo dato che «la produzione di merci riveste un carattere capitalistico solo quando i mezzi di produzione sono nelle mani di interessi privati, e l'operaio, che non ne dispone, è costretto a vendere la sua forza di lavoro». Ma l'ipotesi è assurda perché nell'analisi di Marx se da una parte c'è massa di merci, dall'altra c'è molta forza lavoro che priva di risorse deve vendere se stessa; mentre nei regimi passati v'erano limitati settori che producevano masse di merci in quanto v'era costrizione di lavoro (schiavi addetti nell'Antichità, subordinazione servile nel Medioevo).
Lo squarcio sociale aperto dall'opuscolo di Stalin getta un fascio di luce sulla situazione russa. Le grandi aziende sono in mano allo Stato che ne possiede i mezzi di produzione e i prodotti finiti. I manufatti minori sono invece prodotti da piccole e medie aziende private che «sarebbe stato delitto» espropriare, dice Stalin, e di cui tutt'al più si prevede in tempi piuttosto vaghi di unire in cooperative di produzione. In campagna domina il colcos, di cui la terra appartiene allo stato dal quale compra anche i macchinari; ma i prodotti appartengono al colcos, che vende o direttamente tramite mercanti privati o allo Stato per la compera dei macchinari. Il rapporto città/campagna è regolato da questa compravendita tra il colcos che vende i prodotti agricoli e l'operaio – anche quello statale, non consumando «trattori, automobili, locomotive e tanto meno … cannoni e mitragliatrici» – che li compra tramite salario: «Lo Stato non può dunque dare altro che il salario in denaro ai suoi dipendenti, che con tale denaro acquistano quello che vogliono (formula borghese, che vuol dire quel poco che possono)».
L'obiezione di Stalin che però qui c'è socialismo perché gli operai hanno in mano direttamente i loro interessi controllando tramite il loro Stato i mezzi di produzione, ammesso e non concesso sia così, è risibile foss'anche vera, «quasi che lo scopo della classe sfruttata fosse quello elegantissimo di assicurarsi di essere sfruttata da sé stessa». E nel migliorare questo rapporto di scambio tra città e campagna Stalin non ha niente di meglio da dire che «questo sistema richiederà dunque un aumento notevole della produzione industriale», vale a dire intensificare ulteriormente – Stakanov e ancora Stakanov – lo sforzo e la durata di lavoro.
Né regge la “particolarità” russa che molti scambi avvengono senza passaggi di contanti e a prezzi statali (tutt'altro che russa novità), banali occorrenze d'ogni società mercantile:
In un solo caso significativamente Stalin ammette che in Russia si fabbrica merce nella “sostanza” non solo nella “forma” contabile: quella prodotta per i mercati esteri. Il che più che giustificare come merce “socialista” tutta la merce per lo scambio interno, mette bene in rilievo invece quella mira illusoria al sorpasso economico sui paesi del blocco contrario. Ma il “socialismo” mercantile di Stalin, essendo nient'altro che capitalismo inferiore e meno sviluppato, mai avrebbe potuto soppiantare il capitalismo mercantile classico.

## Marxismo creativo e marxismo invariante
Il marxismo per Bordiga è scienza e la scienza tratta come invarianti i rapporti tra gli elementi tipici d'un fenomeno naturale. Non gli elementi stessi che possono cambiare nell'apparire in tante guise, ma i rapporti tra questi elementi che rimangono costanti qualunque diversissimo aspetto possono assumere nei singoli casi. Per questo la scienza può semplificare in uno schema di caso puro (teoria) un fenomeno complesso – che nella realtà mai potrà avvenire puramente – e applicare questo caso puro ai tanti casi concreti, di cui sarà possibile riconoscere l'appartenenza alla teoria perché tra i loro elementi vigono gli stessi rapporti dello schema. È ciò che fece Marx nel descrivere scientificamente la parabola del capitalismo come fenomeno generale, come caso puro, non certo come piatta descrizione empirica del capitalismo ottocentesco che aveva sotto gli occhi.
Di qui l'enormità teorica di Stalin, che pretende di descrivere “marxisticamente” un capitalismo del novecento che obbedisca a leggi diverse (cioè che abbia rapporti diversi tra i suoi elementi) rispetto al capitalismo “ottocentesco” descritto da Marx:
E questo per poter variare creativamente contro i «dogmatici e talmudici» del marxismo la dottrina, e giungere a stabilire più creativamente che se v'è differenza tra capitalismo e capitalismo, v'è però all'inverso uguaglianza tra capitalismo e socialismo!
La finestra, subito!»
Vista dal marxismo invariante, l'ideologia di Stalin invece di adattare la realtà alla dottrina, come di solito viene sostenuto, adatta la dottrina alla realtà, di qui la rivendicazione di creatività nell'elaborazione della stessa, per far passare come socialismo i cambiamenti russi in direzione del capitalismo. Insomma non descrive un socialismo che non c'è, ma descrive ciò che c'è come socialismo.
Tutta la sua creatività teorica convergeva fin dall'inizio in quest'esito che altro non è se non quella falsificazione d'etichetta – l'indovinello russo come enigma avvolto in un mistero di Churchill – di cui tutto il Dialogato è l'impietoso smascheramento.

## Bassezza dei tempi e bassezza di stile
(De vulgari eloquentia, II, iv, 6)
(Inferno, XXI, 139)
È evidente a chiunque si accosti agli scritti di questo rivoluzionario lo scarto di stile tra quanto scritto da giovane dirigente socialista e poi comunista, e quanto scritto da vecchio militante d'un piccolo gruppo ligio alla sinistra comunista.
È che la lotta nel primo novecento e primo dopoguerra era intransigente e chiara tra due inconciliabili scelte sociali, e i simboli e le insegne che le rappresentavano realmente distinguevano le posizioni e i fini tra gli avversari. Conseguentemente lo stile di Bordiga era tragico in senso dantesco, cioè alto, elevato, teso drammaticamente a dimostrare la propria posizione teorica e a narrare “epicamente” gli avvenimenti rivoluzionari in cui era immerso.
Nel secondo dopoguerra tutt'altra è la situazione. Lo stalinismo imperante e lo scontro tra blocchi di Stati in sopravveste d'ideologie sociali confondono e parodiano le posizioni e i fini dichiarati dei contendenti, le cui insegne sono invece mascheramenti di ciò che non sono. Lo scontro insomma è una parodia di scontro, una «toporanocchiata», come Bordiga ebbe a definirlo icasticamente in un “Filo del Tempo” paragonandolo alla “Batracomiomachia” omerica, cioè quello “scontro di rane e topi” che è appunto la parodia dell'“Iliade”.
Pertanto per raccontare questi tempi a Bordiga occorreva lo stile comico – come a Dante per raccontare l'Inferno – basso, il pastiche parodico che riflettesse una parodia di realtà. Solo così poteva venire alla luce tutto il grottesco – cioè il miscuglio di ridicolo e orrido – e il falso d'uno scontro combattuto in maschera e travisamento. In ciò Bordiga ebbe la forza e la capacità letteraria di adattare, senza perdere in nulla della profondità teorica, gli scritti del secondo dopoguerra allo stile basso e comico necessario a dare contezza dei tempi bassi e degli uomini che ne tennero la scena guittescamente.